# Hötzelsdorf (Gemeinde Geras)
Hötzelsdorf ist eine Ortschaft und eine Katastralgemeinde der Gemeinde Geras im Bezirk Horn in Niederösterreich.

## Geografie
Das über die Horner Straße erreichbare Dorf, in dem die Landesstraße L42 nach Eggenburg abzweigt, wird von der Pulkau durchströmt.

## Geschichte
Im Jahr 1822 wurde der Ort als Dorf mit 30 Häusern genannt, das nach Harth eingepfarrt war, wohin auch die Kinder eingeschult wurden. Die Herrschaft Walkenstein besaß die Ortsobrigkeit und besorgte die Konskription. Die Landgerichtsbarkeit wurde von der Herrschaft Drosendorf ausgeübt und die Untertanen und Grundholde des Ortes gehörten den Herrschaften Walkenstein und Pernegg. Laut Adressbuch von Österreich waren im Jahr 1938 in der Ortsgemeinde Hötzelsdorf ein Bäcker, ein Eisenwarenhändler, ein Fleischer, zwei Gastwirte, zwei Gemischtwarenhändler, ein Konsumverein, zwei Landesproduktehändler, eine Milchgenossenschaft, ein Müller, zwei Pferdehändler, ein Schmied, zwei Schneiderinnen, drei Schuster, ein Tischler, ein Zahntechniker und mehrere Landwirte ansässig. Zudem gab es die Steinmetzerei Sommer & Weniger, die hier eine Dampfschleiferei unterhielt.